# مسافت ترمز
مسافت ترمز به فاصله ای که وسیله نقلیه از زمانی که ترمزهای آن به طور کامل فشرده می شود می پیماید گفته می شود. مسافت ترمز  تحت تاثیر سرعت اولیه خودرو و ضریب اصطکاک بین لاستیک‌ها و سطح جاده قرار دارد. مسافت ترمز تنها در نوع سیستم ترمز مورد استفاده بر کامیون‌ها و وسایل نقلیه بزرگ تاثیر می‌گذارد که نمی‌توانند نیروی کافی برای انطباق با نیروی اصطکاکی استاتیک را تامین کنند.
مسافت ترمز یکی از دو مؤلفه اصلی مسافت کلی توقف است. مؤلفه دیگر زمان واکنش است که وابسته به سرعت و زمان درک واکنش از سوی راننده است. زمان واکنش ۱.۵ ثانیه و ضریب اصطکاک جنبشی ۰.۷ به منظور تعیین یک مبنای واحد برای تشخیص علت سانحه و بررسی های قضایی استاندارد بوده و  مورد استناد قرار می گیرند در حالی که اغلب مردم می‌توانند کمی زودتر از شرایط ایده‌آل فوق توقف کنند.
فهرست
1 استخراج
1.1 معادله انرژی
2 قانون نیوتن و معادله حرکت
3 فاصله کل متوقف شده
3.1 فاصله کل توقف واقعی
4 همچنین ببینید
5 یادداشت
6 مرجع
6.1 مطالعه بیشتر
7 پیوند خارجی
1 استخراج
معادله کار و  انرژی
از لحاظ تئوری مسافت ترمز را می توان با تعیین کار مورد نیاز برای از بین بردن انرژی جنبشی وسیله پیدا کرد.
می دانیم انرژی جنبشی E توسط فرمول زیر محاسبه می‌شود:
{\displaystyle E=\left({\frac {1}{2}}\right)mv^{2}}
که m جرم وسیله نقلیه و v سرعت آن در هنگام شروع ترمز است.
کار W که توسط نیروی ترمز انجام می شود عبارت است از :
{\displaystyle w=\mu mgd}
که μ ضریب اصطکاک بین سطح جاده و لاستیک ، g شتاب جاذبه زمین و d فاصله ای است که وسیله نقلیه طی می کند .
مسافت ترمز (که معمولاً به عنوان طول چرخش اندازه گیری می شود) با توجه به سرعت اولیه رانندگی v محاسبه می شود و با قرار دادن W = E ، که از آنجا نتیجه می شود :
{\displaystyle d=\left({\frac {v^{2}}{2\mu g}}\right)}
حداکثر سرعت با توجه به مسافت ترمز موجود d توسط رابطه زیر محاسبه می شود :
{\displaystyle v={\sqrt {2\mu gd}}}
قانون نیوتون و معادله حرکت
از قانون دوم نیوتن داریم :
{\displaystyle F=ma}
برای یک سطح معین، نیروی اصطکاک ناشی از ضریب اصطکاک {\displaystyle \mu } می شود :
{\displaystyle f_{frict}=-\mu mg}
با تساوی قرار دادن دو عبارت فوق داریم:
{\displaystyle a=-\mu g}
که مسافت ترمز با داشتن پارامترهای Vi , di , Vf از رابطه زیر بدست می آید:
{\displaystyle d_{f}=d_{i}+\left({\frac {v_{f}^{2}-v_{i}^{2}}{2a}}\right)}
با قرار دادن Vf برابر صفر و وارد کردن مقدار a در معادله بالا(df)، فرمول مسافت ترمز میشود:
{\displaystyle d_{f}=-v_{i}^{2}/2a=v_{i}^{2}/2\mu g}
مسافت کلی توقف:
مسافت کلی توقف ، مجموع فاصله ادراک-واکنش و مسافت ترمز است و طبق رابطه زیر محاسبه می شود: